# Macrosiagon dentaticolle
Macrosiagon dentaticolle is een keversoort uit de familie waaierkevers (Rhipiphoridae). De wetenschappelijke naam van de soort is voor het eerst geldig gepubliceerd in 1950 door Pic.